# Lettera di Leonardo a Ludovico il Moro
La lettera di Leonardo a Ludovico il Moro è un documento manoscritto di Leonardo da Vinci scritto nel 1482 destinato al Signore di Milano Ludovico il Moro.
Lo scopo della lettera era quello di presentare le proprie conoscenze ed esperienze da mettere al servizio della corte meneghina. Oggi è conservata nel Codice Atlantico presso la Biblioteca Ambrosiana di Milano.
Per impostazione testuale e le finalità del documento viene considerato il primo esempio conosciuto di curriculum.